# Случай Портного
«Случай Портного» (вариант перевода «Болезнь Портного»; англ. Portnoy's Complaint) — роман американского писателя Филипа Рота. Был опубликован в 1969 году.
Литературный успех романа прославил Филипа Рота среди широкого круга читателей. Произведение вызвало много споров вокруг большого количества натуралистичных и откровенных сцен сексуального характера, исследования автором вопросов сексуальности и социальных норм американского общества того времени, национального вопроса, включая отношения автора к собственному еврейству и антисемитизму.
Филип Рот поднял в романе вопросы культурных проблем американского общества, жизни среднего класса, показал развитие США в целом. Много внимания уделил описанию быта, нравов, общественных идей и настроений, которые он впитал и запечатлел. В произведении часто упоминаются звёзды музыки, Голливуда, спорта и массовой культуры США. В целом, ему удалось показать многоплановую картину Америки, и жизни в Нью-Джерси и Нью-Йорке в особенности, в промежутке с 40-х по 60-е годы XX века, воспроизведённую в полубиографическом формате.
В 1998 году Modern Library поставила «Случай Портного» на 52-е место в своём списке 100 лучших англоязычных романов XX века. Журнал «Time» включил роман в свой список 100 лучших англоязычных романов с 1923 по 2005 год.

## Сюжет
Весь нарратив произведения является ретроспективным описанием жизни Портного, начиная с младенчества, которое он излагает своему психоаналитику. Позже Филип Рот объяснял, что выбор такого художественного приёма был обусловлен тем, что он позволил в полной мере и без ограничений раскрыться его герою в ситуации «пациент — аналитик». Эта схема «позволила привнести интимные, постыдные детали; использовать жёсткие, бранные слова, которые в другой вымышленной среде выглядели бы как порнографические, эксгибиционистские, и не несли бы в себе ничего, кроме непристойности».
Главный герой романа «Случая Портного» — 33-летний американский еврей Александр Портной. Он окончил университет и пошёл по стезе юриспруденции. Портной смог сделать успешную карьеру, работая в нью-йоркской комиссии по правам человека, где достиг должности заместителя главы.
Действие романа происходит в основном в Нью-Джерси с 1940-х по 1960-е годы. Главный герой — «охваченный страстями, зависимый от матери молодой еврейский холостяк». Главный герой романа рассказывает о себе, своей семье, родственниках и знакомых порой в юмористическом стиле, вовсе не избегая самых интимных подробностей личной жизни. Перед читателем разворачивается картина жизни интеллектуально развитого, с богатым внутренним миром, но невротизированного и достаточно ранимого человека, вошедшего в срединный период своей жизни.

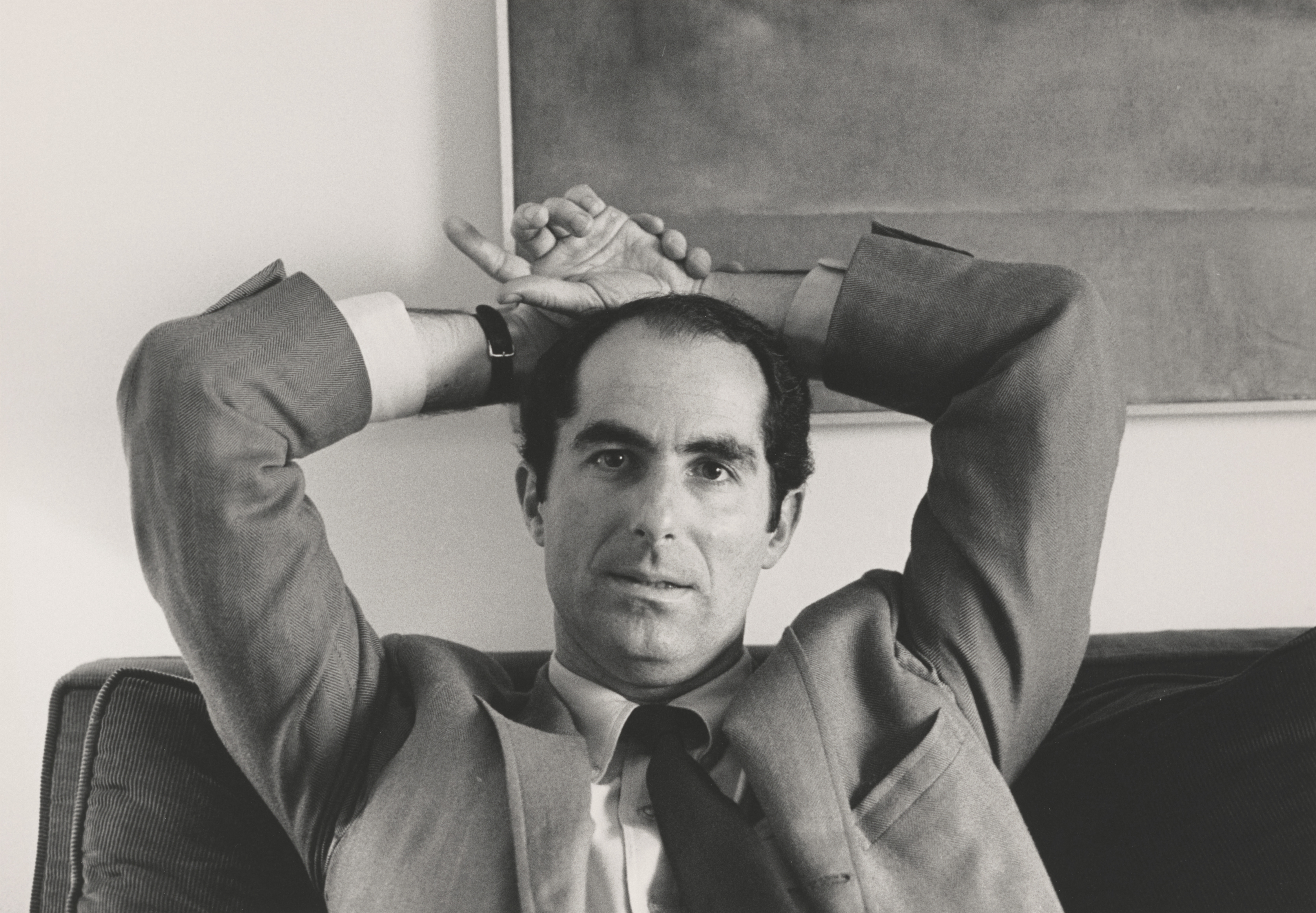
Во многом автобиографичный «Случай Портного» стал для Филипа Рота творческим прорывом. Писатель в период создания романа, 1967 год

Александр Портной вырос в еврейской семье из нижней части среднего класса в условиях материнской гиперопеки. Его родители ещё помнят свои корни, но уже сильно американизированы и малорелигиозны. Отец главного героя работает страховым агентом. Он занят почти всё свободное время, и хотя ему нередко достаются сложные для страховых агентов районы Нью-Йорка и Нью-Джерси с бедным и цветным населением, отец Портного показывает отличные результаты по количеству подписываемых договоров страхования. По мере сил и финансовых возможностей, он занимается семьёй и уделяет внимание взрослеющему сыну. Главный герой с любовью и благодарностью вспоминает, как отец вывозил семью на море, и как он водил сына на местные любительские бейсбольные матчи, где участвовали такие же отцы с сыновьями из их еврейского квартала. Мать Александра Портного является домохозяйкой и всю свою нерастраченную энергию расходует на мужа и сына. Она эмоционально неуравновешенная (однажды угрожала маленькому сыну ножом, сославшись потом, что это была лишь шутка), но при этом достаточно строгих нравов женщина. Ёе жизнь заполнена походами по продуктовым рынкам, приготовлением пищи, общением с несколькими подругами, ведением быта и вязким, с придирками, «воспитанием» сына.
Александр Портной вспоминает этапы взросления, уделяя много внимания периоду полового созревания. Студенчество, работа, личная жизнь. Через всё проходит тема секса и того, как главный герой в нём себя реализует. Александр Портной не спешит жениться, однако последовательно состоит в нескольких связях. 30-летний главный герой знакомится с молодой женщиной на улице Нью-Йорка, и погружается в токсичные любовные отношения. Портной шутливо называет её «Обезьянкой» («The Monkey» — Манки). У пары яркий, без предрассудков секс, скандалы перемежаются примирениями. Александр Портной даже обдумывает женитьбу, тем более, что Манки регулярно упрашивает его об этом. Однако образовательная пропасть, постоянные ссоры, а также предубеждения главного героя против «гойской шиксы», которые он не изжил в себе, мешают им обоим. Взбалмошный, неуравновешенный характер Манки тоже не служит миру в отношениях. При этом, Александр Портной, неожиданно для самого себя, начинает понимать, что это и есть любовь всей его жизни. Прообразом Манки стала первая жена Филипа Рота Маргарет Мартинсон. Сложные отношения писателя с нею отразились в романе.
Немалая часть романа посвящена не только описанию перипетий сексуального самоанализа и половой жизни главного героя. Александр Портной постоянно и въедливо размышляет о еврействе, в том числе и своём месте в нём, о размытии религиозности и секуляризации американских евреев, о взаимоотношениях евреев и христиан в Америке, о встраивании еврейских эмигрантов в американский социум. В поисках самого себя Портной совершает поездку в Израиль, где неожиданно терпит несколько неудач на любовном фронте. Таким главный герой приходит к финалу. Александр Портной запутался. Он тяготится тем, что пока не стал отцом и не создал семью, идеальный образ которой у него давно сформирован. Бурная личная жизнь не приносит счастья, а лишь изматывает и морально опустошает героя. Последняя фраза романа произносится психоаналитиком, который говорит, что процесс лечения стартовал.

## Ограничения по распространению
В 1969 году книга была объявлена запрещённой к ввозу на территорию Австралии. Австралийский филиал издательства «Penguin Books» обошёл запрет на ввоз, тайно напечатав книгу в Сиднее и разместив тираж во множестве грузовиков, чтобы избежать конфискации в соответствии с законами штата о непристойности. Соглашение 1967 года между Австралийским Союзом и его штатами ввело единые цензурные нормы для книг в федеральном списке запрещённых книг. Согласно этому соглашению, книги, которые были импортированы в страну, будут находиться на территории Содружества, в то время как штаты будут самостоятельно контролировать публикацию и распространение на своих территориях, используя собственные законы штата для судебного преследования.
Тем не менее Южная Австралия обошла ограничения, когда дело дошло до «Случая Портного», заявив, что она не будет преследовать в судебном порядке продажу книги совершеннолетним покупателям, которые бы делали прямой запрос продавцам, при условии, что книги хранились под прилавком (не выставлялись на всеобщее обозрение).
Попытки привлечь к ответственности «Penguin Books» и других книготорговцев, продающих эту книгу, были успешными в Виктории и Квинсленде, но не удались в Западной Австралии. В данном штате «произведения признанных художественных, научных или литературных достоинств» были защищены иммунитетом в соответствии с местным законодательством. В штате Новый Южный Уэльс после двух судебных процессов решения вынесли в пользу книготорговцев. Прецедент способствовал исключению книги в июне 1971 года из федерального списка книг запрещённых для ввоза в Австралию. Федеральное правительство признало несостоятельность ситуации, когда местные издания могут продаваться на законных основаниях в трёх штатах и в столице Австралии, а в других штатах нет, и отменило все ограничения. Дело о романе «Случай Портного» стало этапным в австралийском законе о цензуре, ознаменовавшем последний случай, когда цензура литературного издания попала в суд.
Многие библиотеки в США запрещали эту книгу из-за подробного описания случаев мастурбации, секса и из-за применения ненормативной лексики.

## Экранизация
В 1972 году по роману был снят одноимённый фильм.